# Villa Blumenhalde

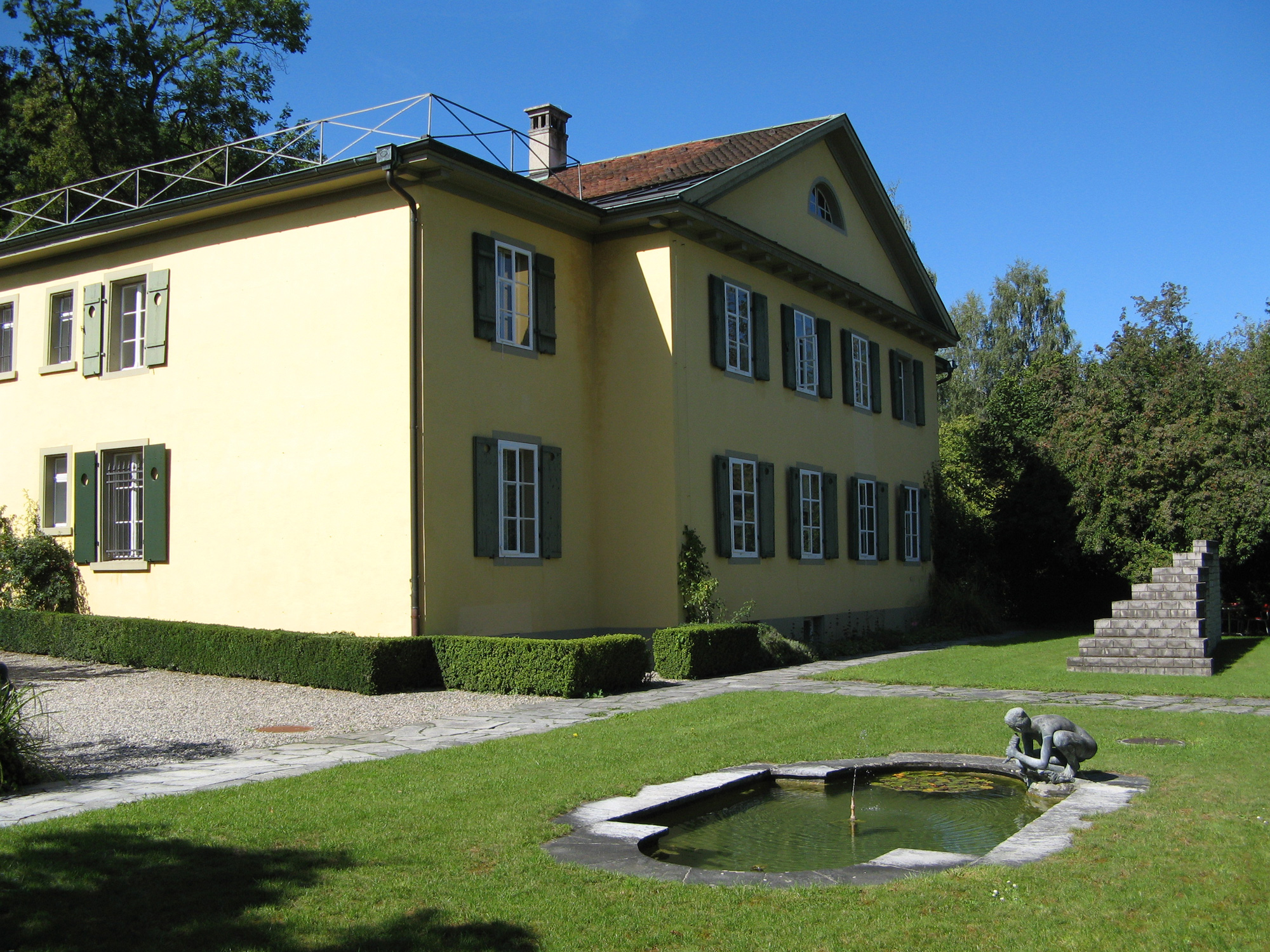
Villa Blumenhalde

Die Villa Blumenhalde ist ein klassizistisches Gebäude in Aarau in der Schweiz. Es steht an der Küttigerstrasse am Südhang des Hungerbergs, nördlich der Kettenbrücke. Das denkmalgeschützte Gebäude entstand 1817/18 nach Plänen von Heinrich Zschokke und beherbergt seit 2009 das Zentrum für Demokratie Aarau.

## Geschichte
Der aus Magdeburg stammende Politiker und Schriftsteller Heinrich Zschokke, der sich 1802 in Aarau niedergelassen hatte, erwarb 1817 ein Grundstück am Hungerberg und liess darauf ein Landhaus nach eigenen Plänen errichten – gemäss seinen eigenen Worten «einigermassen in italienischem Stil». Die Bezeichnung Blumenhalde geht ebenfalls auf ihn zurück. Nach 16 Monaten Bauzeit konnte das Haus im August 1818 bezogen werden. Zschokke lebte dort mit seiner Ehefrau Nanny (geb. Nüsperli), seinen zwölf Söhnen und seiner einzigen Tochter bis zu seinem Tod im Jahr 1848. Nach dem Tod von Nanny Zschokke 1858 übernahm 1862 der jüngste Zschokke-Sohn Olivier Zschokke, zusammen mit Niklaus Riggenbach und Adolf Naeff Erbauer der Vitznau-Rigi-Bahn, die Blumenhalde. Olivier Zschokke verstarb 1898, seine Witwe Anna Maria Zschokke-Sauerländer bewohnte die Blumenhalde bis zu ihrem Tod 1918. Danach übernahm der Industrielle Alfred Oehler-Wassmer, Inhaber der Stahlwerke Oehler & Cie in Aarau, die Blumenhalde. Die Firma war 1881 von seinem Vater gleichen Namens zusammen mit Robert Zschokke, einem Enkel von Heinrich Zschokke, gegründet worden. Die Ortsbürgergemeinde Aarau erwarb das Haus 1959. Ab 1990 war hier das Didaktikum für Lehrkräfte der Bezirksschule domiziliert, 2009 zog das Zentrum für Demokratie Aarau ein, eine interdisziplinäre Forschungsstätte, die von der Universität Zürich und der Stadt Aarau finanziert wird.

## Bauwerk
Das Gebäude ist der Altstadt am gegenüberliegenden Ufer der Aare zugewandt und dokumentiert die Wohnvorstellungen der führenden Schichten zu Beginn des 19. Jahrhunderts. Ein zweigeschossiger Mitteltrakt wird von zwei schmalen, ebenfalls zweigeschossigen Seitentrakten flankiert. Die Südfassade besitzt einen vierachsigen Mittelrisalit, der von einem dreieckigen Giebel mit Lünette abgeschlossen wird. An der Rückseite schliesst sich ein Erweiterungsbau mit verglastem Innenhof aus den Jahren 1989/90 an. Im Garten stehen Skulpturen von Sol LeWitt und Irma Russo.